# 제48회 골든 글로브상
제48회 골든 글로브상은 1990년 상영된 영화 중 가장 뛰어난 영화를 수상하기 위해 1991년 1월에 열린 시상식이다. 미국,캘리포니아/비버리 힐튼 호텔에서 개최되었다.

## 수상 및 후보

### 세실 B. 데밀 상
- 아버지의 황혼 - 잭 레먼 수상

### 작품상-드라마
- 늑대와 춤을 - 케빈 코스트너 수상
- 아발론 - 베리 레빈슨
- 대부 3 - 프란시스 포드 코폴라
- 좋은 친구들 - 마틴 스코세이지
- 행운의 반전 - 바벳 슈로더

### 여우주연상-드라마
- 미져리 - 케시 베이츠 수상
- 러시아 하우스 - 미셸 파이퍼
- 하얀 궁전 - 수잔 서랜든
- 브릿지 부부 - 조앤 우드워드
- 그리프터스 - 안젤리카 휴스턴

### 남우주연상-드라마
- 행운의 반전 - 제레미 아이언스 수상
- 대부 3 - 알 파치노
- 사랑의 기적 - 로빈 윌리엄스
- 카인의 반항 - 리처드 해리스
- 늑대와 춤을 - 케빈 코스트너

### 작품상-뮤지컬코미디
- 그린 카드 - 피터 위어 수상
- 나 홀로 집에 - 크리스 콜럼버스
- 귀여운 여인 - 게리 마샬
- 딕 트레이시 - 워런 비티
- 사랑과 영혼 - 제리 주커

### 여우주연상-뮤지컬코미디
- 귀여운 여인 - 줄리아 로버츠 수상
- 사랑과 영혼 - 데미 무어
- 중년의 위기 - 미아 패로우
- 그린 카드 - 앤디 맥도웰
- 헐리웃 스토리 - 메릴 스트립

### 남우주연상-뮤지컬코미디
- 그린 카드 - 제라르 드빠르디유 수상
- 가위손 - 조니 뎁
- 귀여운 여인 - 리차드 기어
- 사랑과 영혼 - 패트릭 스웨이지
- 나 홀로 집에 - 맥컬리 컬킨

### 여우조연상
- 사랑과 영혼 - 우피 골드버그 수상
- 귀여운 바람둥이 - 위노나 라이더
- 헐리웃 스토리 - 셜리 맥클레인
- 광란의 사랑 - 다이안 래드
- 늑대와 춤을 - 매리 맥도넬
- 좋은 친구들 - 로레인 브라코

### 남우조연상
- 오랜 친구 - 브루스 데이비슨 수상
- 좋은 친구들 - 조 페시
- 귀여운 여인 - 헥터 엘리존도
- 대부 3 - 앤디 가르시아
- 딕 트레이시 - 알 파치노
- 사랑과 슬픔의 맨하탄 - 아맨드 아상테

### 외국어 영화상
- 시라노 - 장-폴 라프노 수상
- 택시 블루스 - 파벨 룽긴
- 꿈 - 구로사와 아키라

### 감독상
- 늑대와 춤을 - 케빈 코스트너 수상
- 마지막 사랑 - 베르나르도 베르톨루치
- 행운의 반전 - 바벳 슈로더
- 좋은 친구들 - 마틴 스코세이지
- 대부 3 - 프란시스 포드 코폴라

### 각본상
- 늑대와 춤을 - 마이클 블레이크 수상
- 아발론 - 베리 레빈슨
- 대부 3 - 프란시스 포드 코폴라
- 행운의 반전 - 니콜라스 카잔
- 좋은 친구들 - 니콜라스 필레기

### 음악상
- 마지막 사랑 - 사카모토 류이치 수상
- 하바나 - 데이브 그루신
- 늑대와 춤을 - 존 배리
- 아발론 - 랜디 뉴먼
- 대부 3 - 카민 코폴라

### 주제가상
- 영 건 2 - 존 본 조비 수상
- 딕 트레이시 - 스티븐 손드하임
- 대부 3 - 카민 코폴라
- 헐리웃 스토리 - 쉘 실버스타인

### 미스 골든 글로브
- 케이틀린 홉킨즈 수상

## 같이 보기
- 제63회 아카데미상
- 제11회 골든 래즈베리상
- 제44회 영국 아카데미 영화상